# معصوم أباد فندرسك (كتول)
معصوم أباد فندرسك (بالفارسية: معصوم‌آباد فندرسک) هي قرية تقع في إيران في قسم کتول الریفي. يقدر عدد سكانها بـ 748 نسمة بحسب إحصاء 2016.